# Amazona herida de Écija
La Amazona herida de Écija es una escultura romana del siglo II hallada durante unas excavaciones en 2002 en Écija, Andalucía, España. La escultura es una copia romana del prototipo griego del siglo V a. C. denominado Amazona sciarra, encontrándose tres ejemplares similares en el Museo Metropolitano (Nueva York), la Isla de los Museos (Berlín) y la Gliptoteca Ny Carlsberg (Copenhague), aunque es la única hallada fuera de Roma, la más completa y la única que conserva trazos de pigmentos coloridos.

## Hallazgo
Su descubrimiento se produjo en febrero de 2002 durante una intervención arqueológica en la plaza de España de la localidad de Écija con motivo de la construcción de un párking subterráneo. La escultura se descubrió en el interior de una natatio o piscina que estuvo en funcionamiento entre los siglos I y IV, cuya ubicación parece corresponder al antiguo foro romano de la ciudad de Astigi. El hecho de que estuviera en los niveles de colmatación de la piscina, al pie de la escalinata, inducen a pensar que pudo tratarse de un ocultamiento intencionado. De hecho, junto a la Amazona se hallaron otras esculturas como un pie de bronce dorado, un torso de atleta o una cabeza con casco corintio.
Tras su hallazgo, fue trasladada al Instituto Andaluz del Patrimonio Histórico en Sevilla para su restauración, tras la cual se instaló en marzo de 2003 en el Museo Histórico Municipal de Écija, donde se conserva actualmente.

## Descripción
Realizada en mármol blanco, probablemente de la isla de Paros en Grecia, alberga unas dimensiones de 1,85 metros, llegando a los 2,11 metros contando el plinto, y un peso estimado de 750 kilogramos. En algunas zonas todavía conserva restos de pintura rojiza como en los labios, los cabellos y algunos ornamentos.